# The Studio
The Studio (El estudio, en Latinoamérica) es una serie de televisión estadounidense de comedia y sátira creada por Seth Rogen, Evan Goldberg, Peter Huyck, Alex Gregory y Frida Perez para el servicio en streaming, Apple TV+ y estrenada el 26 de marzo de 2025.
La serie ha recibido elogios de la crítica por su dirección, cinematografía, humor y sátira de la industria cinematográfica. Se ha destacado por su amplio uso de tomas largas, así como por la presencia de cameos de celebridades de renombre en cada episodio. En mayo del 2025, se anunció que fue renovada para una segunda temporada,

## Premisa
Matt Remick (Seth Rogen) es el recién nombrado director de la productora cinematográfica Continental Studios, que intenta salvarla de la crisis financiera en una industria que experimenta rápidos cambios sociales y económicos.

## Reparto

### Protagonistas
- Seth Rogen como Matthew "Matt" Remick, director de la empresa cinetamográfica, Continental Studios.
- Catherine O'Hara como Patty Leigh, antigua directora y la mentora de Matt.
- Ike Barinholtz como Sal Seperstein, productor ejecutivo y amigo de Matt.
- Chase Sui Wonders como Quinn Hackett, la asistenta de Matt.
- Kathryn Hahn como Maya, jefa de marketing de la empresa.[4]

### Invitados
- Bryan Cranston como Griffin Mill[5]
- David Krumholtz como Mitch Weitz
- Keyla Monterroso Mejia como Petra
- Dewayne Perkins como Tyler
- Rebecca Hall como Linda Rosenkratz, novia de Matt
- Sugar Lyn Beard como  Rebecca Chan-Sanders
- Rhea Perlman como la madre de Matt

Como ellos mismos
| - Steve Buscemi como él mismo - Peter Berg como él mismo - Paul Dano como él mismo - Martin Scorsese como él mismo - Nicholas Stoller como él mismo - Charlize Theron como ella misma - Greta Lee como ella misma - Sarah Polley como ella misma - Zac Efron como él mismo - Dave Franco como él mismo | - Jean Smart como ella misma - Lucia Aniello como ella misma - Paul W. Downs como él mismo - Zoë Kravitz como ella misma - Adam Scott como él mismo - Ramy Youssef como él mismo - Erin Moriarty como ella misma - Antony Starr como él mismo - Quinta Brunson como ella misma - Zack Snyder como él mismo |

## Producción

### Desarrollo
El 14 de noviembre de 2022, fue anunciado por Apple TV+ una serie de televisión acerca de la industria cinematográfica sin título confirmado, y protagonizada por Seth Rogen. El 25 de marzo de 2024, fue revelado el título del programa, The Studio, y se anunció que los productores y creadores serían Rogen, Evan Goldberg, quienes dirigen la serie, Frida Perez, Peter Huyck y Alex Gregory. La serie está producida por las empresas, Point Grey Pictures, y Lionsgate Television. El rodaje comenzó en marzo de 2024.

### Casting
En noviembre de 2022, se anunció que Rogen sería también el protagonista. El elenco se completa por Catherine O'Hara, Kathryn Hahn, Ike Barinholtz y Chase Sui Wonders. En marzo de 2024, también los actores Bryan Cranston, Keyla Monterroso Mejia y Dewayne Perkins fueron anunciados en papeles invitados sin revelar.

## Episodios
| N.º en serie | N.º en temp. | Título                                 | Dirigido por               | Escrito por                                                        | Fecha de emisión original |
| ------------ | ------------ | -------------------------------------- | -------------------------- | ------------------------------------------------------------------ | ------------------------- |
| 1            | 1            | «The Promotion» «El ascenso»           | Seth Rogen y Evan Goldberg | Seth Rogen, Evan Goldberg, Peter Huyck, Alex Gregory y Frida Perez | 26 de marzo de 2025       |
| 2            | 2            | «The Oner» «El plano secuencia»        | Seth Rogen y Evan Goldberg | Peter Huyck                                                        | 26 de marzo de 2025       |
| 3            | 3            | «The Note» «La sugerencia»             | Seth Rogen y Evan Goldberg | Seth Rogen y Evan Goldberg                                         | 2 de abril de 2025        |
| 4            | 4            | «The Missing Reel» «La bobina perdida» | Seth Rogen y Evan Goldberg | Peter Huyck                                                        | 9 de abril de 2025        |
| 5            | 5            | «The War» «La guerra»                  | Seth Rogen y Evan Goldberg | Frida Perez                                                        | 16 de abril de 2025       |
| 6            | 6            | «The Pediatric Oncologist»             | Seth Rogen y Evan Goldberg | Alex Gregory                                                       | 23 de abril de 2025       |
| 7            | 7            | «Casting»                              | Seth Rogen y Evan Goldberg | Alex Gregory                                                       | 30 de abril de 2025       |
| 8            | 8            | «The Golden Globes»                    | Seth Rogen y Evan Goldberg | Alex Gregory                                                       | 7 de mayo de 2025         |
| 9            | 9            | «CinemaCon»                            | Seth Rogen y Evan Goldberg | Seth Rogen, Peter Huyck y Evan Goldberg                            | 14 de mayo de 2025        |
| 10           | 10           | «The Presentation»                     | Seth Rogen y Evan Goldberg | Alex Gregory, Peter Huyck y Evan Goldberg                          | 21 de mayo de 2025        |

## Recepción
En el sitio web Rotten Tomatoes, "The Studio" tiene un índice de aprobación del 95% basado en 103 reseñas, con una calificación promedio de 8.3/10. El consenso de los críticos del sitio web dice: "Con la suficiente inteligencia como para impresionar incluso al cinéfilo más estudioso, "The Studio" lucha por un Hollywood mejor, provocando carcajadas a su costa". Metacritic, que utiliza un promedio ponderado, le otorgó a la serie una puntuación de 80 sobre 100, basada en 37 críticos, lo que indica "críticas generalmente favorables". El crítico de cine, Matt Roush, publicó en TV Insider que Seth Rogen y Evan Goldberg demuestran una gran agilidad para la comedia convirtiéndose en "nuestros héroes".